# Babie Doły

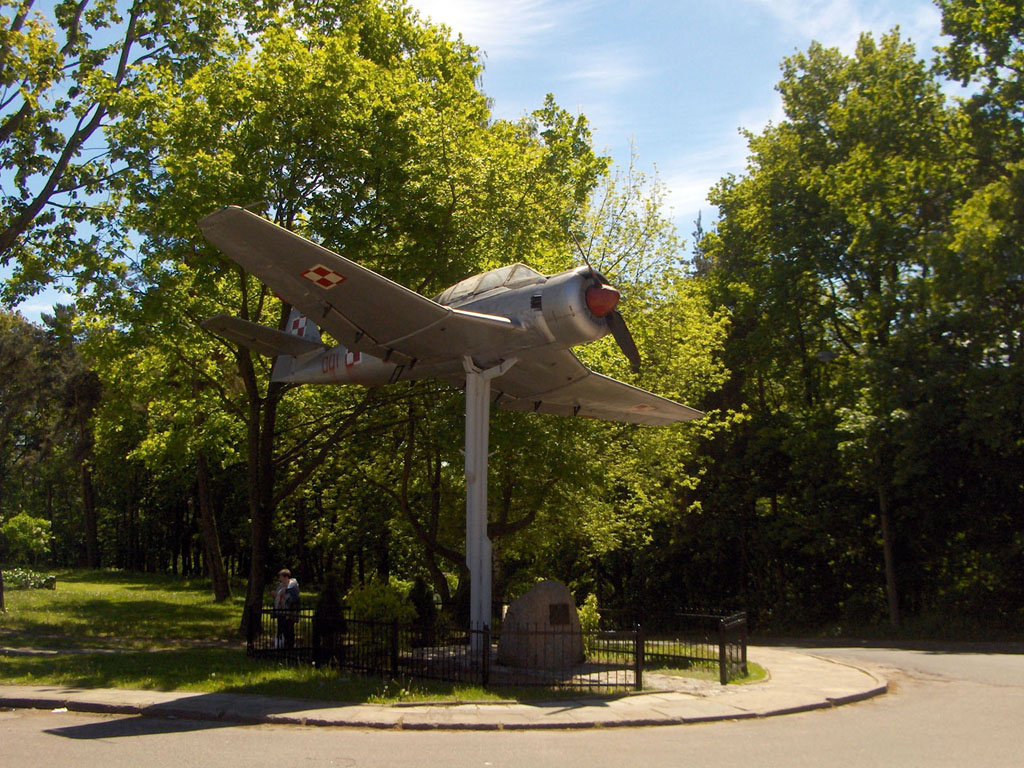
Samolot-pomnik TS-8 Bies stojący przy wjeździe do osiedla. Inskrypcja na nim głosi: Tym, co serce i młodość poświęcili lotnictwu i ojczyźnie, służąc na lotnisku Oksywie-Babie Doły. Koledzy.

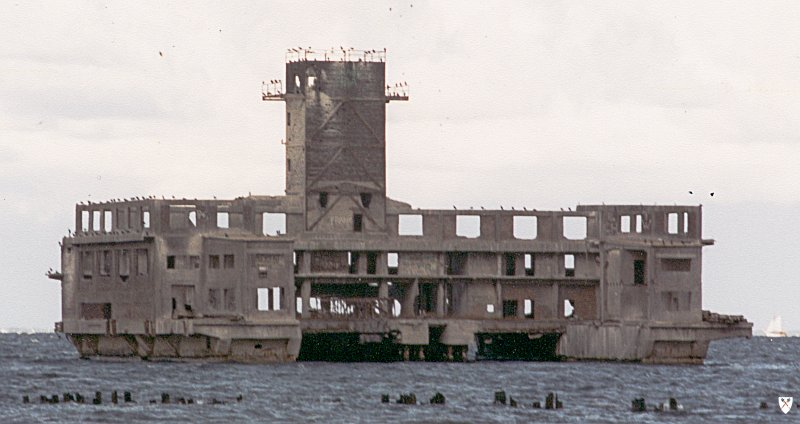
Torpedownia na Babich Dołach

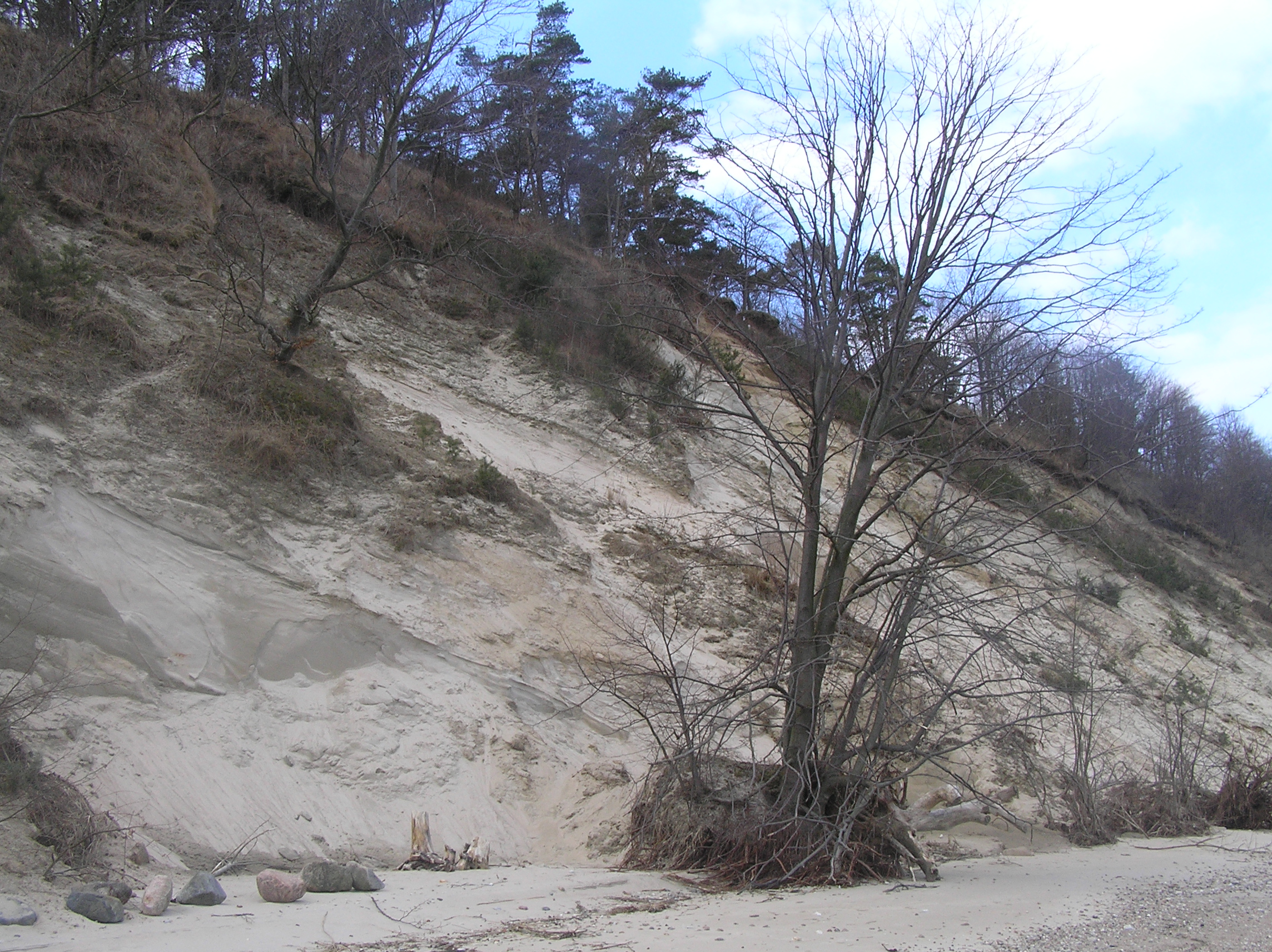
Klif na plaży w Babich Dołach

Babie Doły – najbardziej wysunięta na północ dzielnica Gdyni. Liczy 1 796 mieszkańców (na koniec roku 2024).
Babie Doły dzielą się na dwie części: osiedle bloków mieszkalnych (zlokalizowanych przy ulicach Dedala i Ikara) oraz kolonię domów jednorodzinnych (tzw. „Rybaki”, przy ul. Rybaków).
W obszarze administracyjnym miasta oficjalnie od 1 stycznia 1972, na podstawie uchwały Miejskiej Rady Narodowej Gdyni z 1971 o przyłączeniu do Gdyni 65,86 ha gromady Kosakowo w powiecie puckim, z siedliskami Babie Doły i Nowe Obłuże. Do 1971 Nowe Obłuże i Kolonia Rybacka należały do Obłuża. Do dziś łodzie rybaków z Kolonii Rybackiej mają oznaczenie OBŁ.
Nad morzem wyznaczono letnie kąpielisko Gdynia Babie Doły o łącznej długości linii brzegowej 100 metrów.

## Położenie
Od południa Babie Doły graniczą z dzielnicami Gdyni: Obłużem i Oksywiem. Od zachodu sąsiadują z gminą Kosakowo, ogrodami działkowymi i lotniskiem Brygady Lotnictwa Marynarki Wojennej. Granicę wschodnią zaś wyznaczają piaszczysta plaża i klif.
Z Gdyni prowadzi do niej jedna droga dojazdowa – ul. Zielona. Kursuje tu kilka linii autobusowych gdyńskiego ZKM – nr 109, 163, 196, 209, 309, 770, N10.

## Instytucje
W dzielnicy działają:
- Parafialny Zespół Caritas przy parafii Matki Boskiej Licheńskiej (www.lichenska.pl)
- Samorządowa Szkoła Podstawowa nr 28 im. Lotników Polskich (budynek przy ul. Zielonej 53),
- Przedszkole Samorządowe nr 30,
- Filia Urzędu Pocztowego Gdynia 6 (przy ul. Ikara 9),
- Rada Dzielnicy Babie Doły (siedziba w budynku szkoły),
- Stowarzyszenie Oficerów Rezerwy 34 PLM i 1 DLMW i Sympatyków Lotnictwa (siedziby użycza Klub Jednostki Wojskowej Nr 4651).
- Parafia rzymskokatolicka Matki Boskiej Licheńskiej.

Na osiedlu znajdują się placówki handlowo-usługowe.

### Historia szkoły
Szkoła rozpoczęła działalność 1 września 1957 r., jako filia SP nr 15 na Obłużu, w drewnianym budynku zwolnionym przez przenoszoną jednostkę wojskową WOP. Naukę w 4 klasach pobierało sześcioro uczniów.
Wobec rozbudowy osiedla i wzrostu liczby uczniów władze Gdyni zdecydowały o wydzieleniu szkoły na Babich Dołach jako samodzielnej placówki. Pierwszy rok szkolny pod szyldem Szkoły Podstawowej nr 28 rozpoczął się 1 września 1961, szkoła miała wtedy 6 klas i 114 uczniów.
W 1964 zawiązany został Społeczny Komitet Rozbudowy Szkoły, dzięki staraniom którego 15 września 1967 wmurowano kamień węgielny pod rozbudowę szkoły. Rok później nowy budynek szkolny oraz drugi – przedszkola, zostały uroczyście otwarte. W klasach I–VIII uczyło się 160 uczniów.
30 stycznia 1976 Wojewódzkie Kuratorium Oświaty oficjalnie wydało decyzję aprobującą prośbę dyrekcji szkoły o nadanie imienia Lotników Polskich. Sztandar dla szkoły ufundowała pobliska jednostka wojskowa lotnictwa.
Pogarszający się stan budynku oraz wzrost liczby uczniów do 600 skłonił pod koniec lat 80. XX w. dyrekcję szkoły do rozpoczęcia zabiegów o kolejną rozbudowę szkoły. Ze względu na wyż demograficzny. Na salę gimnastyczną prowizorycznie adaptowano hol na piętrze szkoły.
Generalny remont przeprowadzony na początku lat 90. uzupełniła przebudowa szkoły z 2001.
W latach 2000–2001 budynki przedszkola i szkoły połączono i dobudowano do tego kompleksu salę gimnastyczną. Obecnie szkoła jest w pełni przystosowana do potrzeb uczniów niepełnosprawnych, prowadzone są klasy integracyjne.
W maju 2001 szkolnej bibliotece nadano imię pilotów Andrzeja Leśnika i Bolesława Sobani, z tutejszego pułku lotniczego, którzy zginęli 5 czerwca 1981 w trakcie wykonywania lotu szkoleniowego (ich samolot rozbił się na pasie lotniska).

## Parafia
W dzielnicy działa parafia rzymskokatolicka Matki Boskiej Licheńskiej.
Parafię erygował 1 października 1989 roku abp Marian Przykucki. 10.06.1990 r. tenże hierarcha poświęcił kaplicę i teren pod budowę kościoła.

## Geneza nazwy

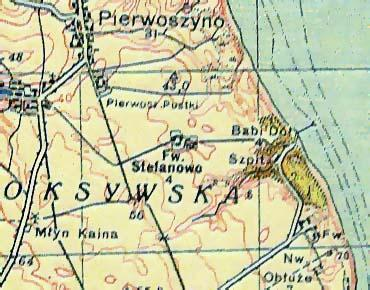
Wąwóz Babi Dół, szpital kwarantanny i majątek Nowe Obłuże na mapie Kępy Oksywskiej z lat 30.

Nazwę „Babi Dół” można odnaleźć już na pruskich mapach sporządzanych pod koniec XIX wieku. „Babi Dole oder Hexengrund” – tak określony jest wąwóz długości około 2 kilometrów, ciągnący się około kilometr na północ od majątku Nowe Obłuże (mapa niemiecka z 1915 roku z takim zapisem reprodukowana jest np. w albumie Gdynia. Miasto z morza i marzeń). Równoległe niemieckie tłumaczenie nazwy na „Hexengrund” – czyli „Ziemia Czarownic” wyjaśniać może, że „Babi Dół” pochodzi od bab – czarownic, pokrewnych słowiańskiej Babie Jadze. Wbrew powszechnym sugestiom, nazwa „Babi Dół / Babie Doły” raczej nie ma żadnych konotacji anatomicznych.
W okresie przedwojennym nazwa „Babi Dół” odnosiła się tylko do wąwozu. Np. w przewodniku Mapa polskiego wybrzeża morskiego z krótkim opisem w 4-ch językach znajduje się opis:
Za Obłużem Babi Dół, najdłuższy i najdzikszy nadbrzeżny jar, długi prawie dwa kilometry.
„Babi Dół” wymieniony jest m.in. w zachowanych dokumentach przedwojennego Komisariatu Rządu w Gdyni, powołujących do życia Szpital Zakaźny wraz z ośrodkiem kwarantanny dla załóg jednostek morskich zawijających do gdyńskiego portu. Budynek szpitala ulokowano około kilometr w głąb wąwozu. Dla statków wybudowano niewielki pomost przy brzegu Zatoki Gdańskiej.
Franciszek Sokół, komisarz rządu w Gdyni w latach 1933–1939, zanotował w swoich wspomnieniach, że stąd ewakuowano go na Hel we wrześniu 1939 roku:
O godzinie 23.30 odprowadził mnie Dąbek do przystani w Babim Dole. Molo wąskie, bez poręczy.
Sam Sokół był inicjatorem budowy Szpitala Zakaźnego.
Pisownia była czasem zniekształcana – np. na mapie topograficznej z 1925 r. figuruje „Babidół”.
W okresie II wojny światowej Niemcy używali tłumaczenia na Hexengrund, umieszczając je np. w nazwie ośrodka badawczego torped Luftwaffe – Torpedowaffenplatz (TWP) Gotenhafen-Hexengrund.
Wydaje się niemożliwym do ustalenia, kiedy dokładnie i w jakich okolicznościach zaczęto używać nazwy „Babie Doły”. Przedwojenny „Babi Dół”, był nazwą własną wąwozu, po wojnie zaś „Babimi Dołami” najpierw zaczęto określać lotnisko wojskowe. Od początku lat 50. XX wieku także – budowane w lesie za południową ścianą wąwozu – osiedle baraków, zasiedlonych przez kadrę jednostki wraz z rodzinami. Z czasem nazwa „Babie Doły” przylgnęła do rozbudowywanego osiedla. W późniejszych latach lotnisko otrzymało w wojskowej nomenklaturze inne określenie (dokładnie – „lotnisko Oksywie”). Zagadkowym pozostaje dlaczego z liczby pojedynczej nazwa zaczęła funkcjonować w liczbie mnogiej.
W PRL wszelkie szczegóły dyslokacyjne jednostek wojskowych podlegały ochronie, a więc i cenzurze. Dlatego „Babi Dół” zniknął z map nie tylko jako nazwa, ale również jako wąwóz – szczegół topograficzny.
Usankcjonowaniem przekształcenia „Babiego Dołu” w „Babie Doły” oraz przemieszczenia o kilkaset metrów na mapie i zamiany z wąwozu w osiedle, była uchwała Miejskiej Rady Narodowej w Gdyni z 1971 roku o włączeniu tych terenów w obszar miasta.
Własny osąd zasadności używania nazwy „Babie Doły” przedstawia Kazimierz Małkowski, przewodnik i działacz Towarzystwa Miłośników Gdyni, w wydanym w 2001 roku Bedekerze gdyńskim. Pisze on, że:
Zapewne przez nieznajomość historycznych realiów dzielnica ta ostatnio nazywana jest Babie Doły, choć geneza nazwy mającej znaczenie topograficzne wywodzi się od miejscowego wąwozu (tylko jednego wąwozu), który już dawno nazwany został Babi Dół.
W 2003 roku przy węźle drogowym na Obłużu stał drogowskaz z błędem ortograficznym, kierujący na „Babie doły”. Po kilku miesiącach Wydział Dróg i Komunikacji gdyńskiego magistratu zamienił błędną tablicę.

### Lotnisko

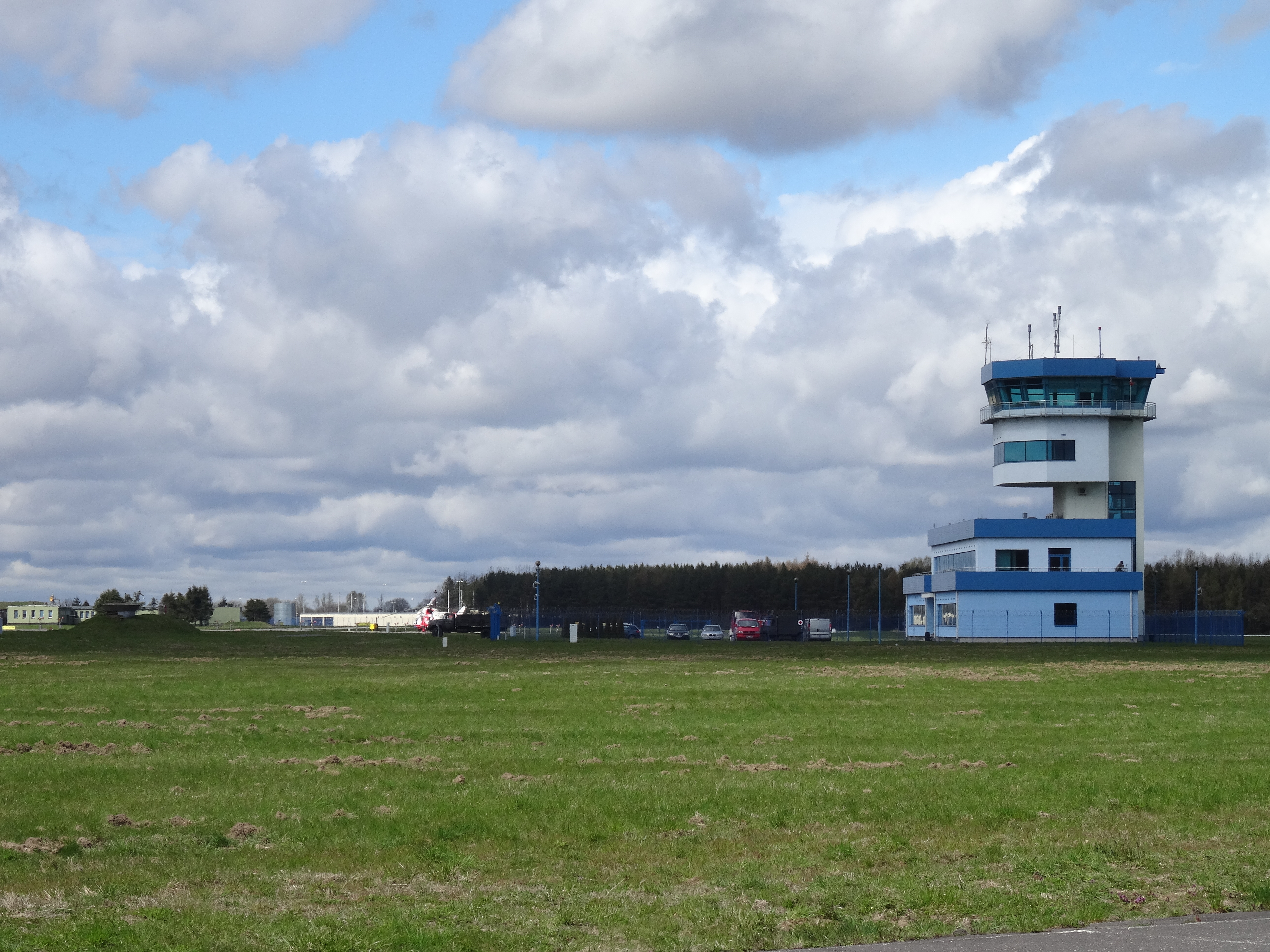
Wieża kontroli lotów Gdynia Babie Doły

Lotnisko wojskowe funkcjonujące przez lata pod nazwą „Gdynia Babie Doły” znajduje się w gminie Kosakowo sąsiadującej z Gdynią. Nazwa lotniska wynika z tego, iż należy ono do jednostki wojskowej mieszczącej się w Babich Dołach, a także tego, iż lotniska nie leżące w miastach zazwyczaj przejmują nazwy najbliższych ośrodków miejskich. W 2006 roku rozpoczęto prace nad przejęciem lotniska wojskowego na potrzeby cywilne. W sierpniu 2007 roku samorządy Gdyni i Kosakowa powołały spółkę Port lotniczy Gdynia-Kosakowo, której celem jest zorganizowanie pracy portu do 2011 roku. Od 2006 roku na początku lipca odbywa się na terenie lotniska Open’er Festival. 31 marca 2009 na lotnisku nastąpiła katastrofa lotnicza samolotu An-28 Bryza 2RF.

### Filmowe
Babie Doły dwukrotnie były plenerem dla polskich filmów. Na położonej w dzielnicy plaży rozgrywa się finał ósmego odcinka serialu Czterej pancerni i pies pt. Brzeg morza. Tutaj żołnierze 1 Armii Wojska Polskiego wespół z Armią Czerwoną rozbijają niedobitki Wehrmachtu i Kriegsmarine oraz dokonują się zaślubiny Polski z morzem. Tu Janek Kos, dowódca czołgu „Rudy” 102, rozpoznaje w jednym z partyzantów zaginionego przed laty ojca.
O wyborze miejsca jako pleneru zadecydowała bliskość wojskowej infrastruktury, czyli lotniska, dzięki któremu łatwo było przetransportować na plan pojawiające się w filmie czołgi i działa. W scenach batalistycznych jako statyści zagrało wielu mężczyzn służących na lotnisku, wykorzystano także mało wówczas (1966) naruszone zabudowania poniemieckiego drewnianego portu i budynek torpedowni.
Drugi film to Superwizja (1990) Roberta Glińskiego. Na Babich Dołach nakręcono sceny, w których główny bohater Robert (w tej roli Jan Nowicki) spędza wraz z przyjaciółmi noc na plaży przy ognisku. Kręcono je dokładnie w tych samych miejscach, co Czterech pancernych.
Plenery lotniska, plaży i klifu posłużyły także red. Dariuszowi Baliszewskiemu z programu TVP Rewizja nadzwyczajna do ilustracji programu o katastrofie gibraltarskiej (w 1993). W 2004 babiedolska plaża była jednym z plenerów w teledysku polskiej grupy hip-hopowej Analogia pt. Daję rytm.
W czerwcu 2006 na poniemieckiej torpedowni realizowano zdjęcia do piątej serii polskiego serialu sensacyjnego pt. Kryminalni.
Latem 2009 roku plaża była miejscem kręcenia scen do filmu historycznego o początkach Gdyni Miasto z morza.
W lipcu 2015 roku na plaży Babie Doły kręcono sceny do serialu obyczajowego TVN o losach rodziny Domirskich Aż po sufit!.